# Liste der Monuments historiques in Plomelin
Die Liste der Monuments historiques in Plomelin führt die Monuments historiques in der französischen Gemeinde Plomelin auf.

## Liste der Bauwerke
| Bezeichnung              | Beschreibung | Standort           | Kennzeichnung | Schutzstatus | Datum | Bild           |
| ------------------------ | ------------ | ------------------ | ------------- | ------------ | ----- | -------------- |
| Château du Pérennou      | Schloss      | Le Pérennou (Lage) | PA29000101    | Inscrit      | 2017  | weitere Bilder |
| Drei Menhire von Tingoff |              | (Lage)             | PA00090185    | Classé       | 1978  | weitere Bilder |